# Model de Held-Hou
El model de Held-Hou és un model per a la circulació de Hadley de l'atmosfera que existiria en absència de turbulència atmosfèrica. El model va ser desenvolupat per Isaac Held i Arthur Hou el 1980.
L'essència del model és que l'aire que surt de la superfície a l'equador conserva el seu moment angular mentre es mou cap als pols. Aquesta distribució del vent, al seu torn, determina la distribució de la temperatura, que determina l'extensió latitudinal de la circulació al requerir conservació de l'energia. Això contrasta amb la concepció original de George Hadley de la circulació, que segons ell arribava fins als pols. La circulació de Hadley té un efecte de refredament a prop de l'equador i un efecte d'escalfament a latituds més altes dins de la cèl·lula de Hadley. Aquest transport d'energia es pot convertir en un transport de massa, per determinar la força de la circulació, mitjançant la normalització per l'estabilitat vertical adequada. S'han estudiat els efectes de la humitat i les estacions sobre el model.
L'atmosfera terrestre viola els supòsits subjacents del model: el moment angular no es conserva i l'atmosfera tropical no es tanca energèticament. Com a tal, el model Held-Hou és un model conceptual que no fa prediccions quantitativament precises de la sensibilitat de la circulació de Hadley als canvis en els paràmetres atmosfèrics.